# Paolo Conte
Paolo Conte (Asti, 6 de enero de 1937) es un músico y compositor italiano, reconocido cantautor de música de variedades y cuya obra está influenciada por la música jazz y blues. 
Entre sus éxitos se encuentran canciones como "Azzurro" y "Un gelato al limon". Sus canciones más emblemáticas son: "Genova per noi", "Come di", “Sparring Partner”, "La riconstruzione del Mocambo", "Dancing", "Via con me", "Diavolo rosso", "Una giornata al mare", "Sotto le stelle del jazz" y "Parole d'amore scritte a macchina".

## Trayectoria artística
Paolo Conte nació en Asti, el 6 de enero de 1937, en una familia burguesa. El padre Gigi fue un abogado con pasión por la música, tocando el piano música jazz y su madre Tina viene de una familia de terratenientes. Empezó a tomar lecciones de piano cuando era niño, con su hermano Giorgio, cuatro años más joven.
Licenciado en Derecho (motivo por el que se ganó el sobrenombre de avvocato, abogado) siguió la carrera notarial (trabajó durante muchos años como abogado), acercándose al mundo del jazz como aficionado al vibráfono en algunos grupos de Asti. Es con uno de estos grupos, Paul Cuarteto Conte (en el que Giorgio tocaba la batería), que hace su debut discográfico en 1962, grabando un EP en el sello RCA italiana, sin mucho éxito. Al mismo tiempo, empieza a escribir sus primeras canciones en colaboración con su hermano Giorgio.
A mediados de los años 1960 se da a conocer como autor, con canciones como "La coppia più bella del mondo" y "Azzurro", ambas cantadas por Adriano Celentano, o "Insieme a te non ci sto più" (Caterina Caselli), "Tripoli '69" (Patty Pravo) y "Genova per noi" (Bruno Lauzi).
En 1974, debuta como cantante además de autor con un disco titulado con su nombre: Paolo Conte. En 1979, la canción "Un gelato al limon" le vale el reconocimiento del público, encontrando especialmente éxito en Francia.
En los años 1980, publicará diversos álbumes al mismo que recorre Europa con diversas giras, donde, como en Italia, conseguirá el lleno en sus presentaciones. Como resultado de estas giras fueron editados los discos Concerti (1985) y Paolo Conte Live (1988).
Hizo una incursión en el mundo del musical con la obra Razmataz, de la que ha escrito la música y los textos, además de también firmar el diseño de la escenografía y el vestuario. Se ha publicado un DVD y un libro con sus bocetos. También escribió la música para la película de animación La Freccia Azzurra (La Flecha Azul) de Enzo De Alò.
El mundo poético de Paolo Conte muestra un collage desordenado de clichés tomados del cine, el circo o el cabaret, un imaginario onírico de estilo surrealista, mezclado con aires musicales que rescatan sonidos del blues, la música de jazz, el tango, la música africana o sudamericana (rumba y salsa) y cierto experimentalismo a partir de la música de banda de los pueblos mediterráneos.

## Discografía

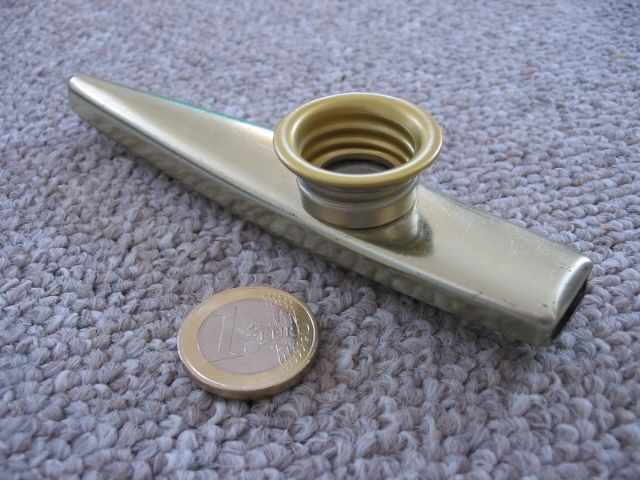
Un kazoo, forma industrial y comercial del mirlitón (pito de chapa o turuta), instrumento musical de la familia de los membranófonos habitualmente usado por Conte.

- 1974 - Paolo Conte (RCA Italiana, TPL 1-1092)
- 1975 - Paolo Conte (RCA Italiana, TPL 1-1183)
- 1979 - Un gelato al limon (RCA Italiana, PL 31452)
- 1981 - Paris milonga (RCA Italiana, PL 31581)
- 1982 - Appunti di viaggio (RCA Italiana, PL 31634)
- 1984 - Paolo Conte (Compagnia Generale del Disco, 20444)
- 1987 - Aguaplano (Compagnia Generale del Disco, 21220)
- 1990 - Parole d'amore scritte a macchina]' (Compagnia Generale del Disco, 20444)
- 1992 - 900
- 1995 - Una faccia in prestito
- 2000 - Razmataz
- 2004 - Elegia
- 2008 - Psiche
- 2010 - Nelson
- 2014 - Snob
- 2016 - Amazing game

### Live
- 1985 - Concerti (live) (Compagnia Generale del Disco, 2213)
- 1988 - Paolo Conte Live (Compagnia Generale del Disco)
- 1993 - Tournée (live)
- 1998 - Tournée 2 (live)
- 2005 - Live Arena di Verona (CD musicale)

### Versiones nuevas de temas antiguos
- 1996 - The Best of Paolo Conte (Versiones nuevas de 9 temas antiguos, 1 inédito y 10 temas ya editados)
- 2003 - Reveries (Versiones nuevas de 11 temas antiguos, 1 inédito y 4 temas ya editados)
- 2011 - Gong-oh (Versión nueva de 1 temas antiguo "Via con me", 1 inédito "La musica è pagana" y varios temas ya editados)

### Recopilaciones
- 1981 - Il mondo di Paolo Conte (RCA Italiana)
- 1987 - Suonare, danzare...amare con Paolo Conte (RCA Italiana)
- 1988 - L'album di Paolo Conte (RCA Italiana, triplo), con el tema inédito: "Le chic and the Charme"
- 1989 - Mocambo (BMG)
- 2001 - Paolo Conte Gli anni 70 (CD doble)
- 2002 - Stai seria con la faccia, ma però...
- 2006 - Wonderful
- 2008 - Blue swing - Greatest hits
- 2008 - Tutto Conte - Via con me

### DVD Video
- 2001 - Razmataz (DVD Video)(musical-vaudeville)
- 2003 - Nel cuore di Amsterdam (live)
- 2005 - Live Arena di Verona
- 2006 - Paolo Conte live @ RTSI
- 2023 - Paolo Conte Live at La Scala (Documental de Giorgio Testi)

### 45 rpm
- 1974 - Questa sporca vita/La fisarmonica di Stradella (RCA Italiana)
- 1978 - Uomo camion/Angiolino (RCA Italiana, PB 6167)
- 1979 - Un gelato al limon/Sudamerica (RCA Italiana)
- 1983 - Via con me/Le chic et le charme (RCA Original Cast, BB 6656; el lado a lo canta Roberto Benigni)
- 1987 - Max/Hesitation (CGD, 109.591)
- 1990 - Happy feet/Dragon (CGD, 9031.73443)

### EP
- 1962 - The italian way to swing (RCA Italiana; con el Paul Conte Quartet)
- 1980 - Bartali/Blue tangos/Gelato al limon/La donna d'inverno (RCA Italiana)

### Participaciones
- 1962 - Lo swing (Dischi Ricordi; antología de varios grupos de jazz; Paolo Conte toca vibráfono con Gianni Sanjust middle jazz sextet en Between the devil and the deep blue sea, Take the "A" train, Stardust y Flying home)
- 1975 - Trianon '75, domenica música (RCA Italiana, TCL 2-1178; Conte canta La ragazza fisarmonica
- 1982 - Danzé (RCA Italiana, PL 31239; álbum de Renzo Zenobi; Paolo Conte toca el piano y el kazoo en Una piccola storia solo verso la fine divenuta canzone y I capperi e le stelle in salita)
- 1982 - Just thirty years (Centotre; álbum del grupo de jazz Dr. Dixie Jazz Band; Paolo Conte toca el piano en Big butter and egg man from west)
- 1985 - Back to jazz (Dire; álbum de Bruno Lauzi; Paolo Conte toca vibráfono en Love is here to stay y en My funny Valentine)
- 2003 - Paolo Conte e amici (TIM Cz.; 12 en vivo de 1983 a 1996 y Paolo Conte toca el vibráfono en 4 temas.
- 2006 - The Best 2006 (Ala Bianca; álbum de Enzo Jannacci; Paolo Conte canta con Jannacci en Bartali)
- 2007 - Danson metropoli - Canzoni di Paolo Conte; álbum de los Avion Travel que interpretan 11 canciones de Paolo Conte con la inédita Il giudizio di Paride. En Elisir, canta junto a Gianna Nannini.
- 2007 - Uno (Virgin; album dei Marlene Kuntz; Paolo Conte toca el piano en Musa)
- 2008 - Paolo Conte plays jazz (Sony BMG;